# Cartmanova máma je špinavá flundra
Cartmanova máma je špinavá flundra (v anglickém originále Cartman's Mom Is a Dirty Slut) je třináctý díl první řady amerického komediálního animovaného televizního seriálu Městečko South Park. Na díl navazuje epizoda Cartmanova máma je pořád špinavá flundra.

## Děj
Eric Cartman si hraje na zahradě na čajovém dýchánku s plyšáky, protože je smutný, že nezná svého otce. Natočí ho při tom kamarádi, kteří video pošlou do pořadu Nejblbější americké video. Eric se mezitím snaží přijít na to, kdo je dle svědků jeho otcem, jelikož si jeho matka nic z oné noci před otěhotněním nepamatuje. Catmanova matka byla v onu noc s více lidmi, a tak Eric potřebuje analýzu DNA, která stojí 3 000 dolarů. V televizní soutěži vyhrají kluci za druhé místo 3 000 dolarů a věnují je Cartmanovi, jenž o videu nevěděl. Podniknou se testy, ale v díle není otec prozrazen.